# Klappbrücke Pahlen
Die Klappbrücke Pahlen ist eine über die Eider führende Straßenbrücke in Pahlen.

## Geschichte
Die Brücke wurde 1960 erbaut.
Für die auf der Eider verkehrenden Freizeitschiffe wird die Brücke bei Bedarf wie folgt geöffnet: 
- 1. April bis 31. Oktober: 7–19 Uhr (Montag bis Samstag)
- 1. November bis 31. März: 7.30–16 Uhr (Montag bis Donnerstag) und 7.30–14.30 Uhr (Freitag)[1]